# Rhodes Scholarship

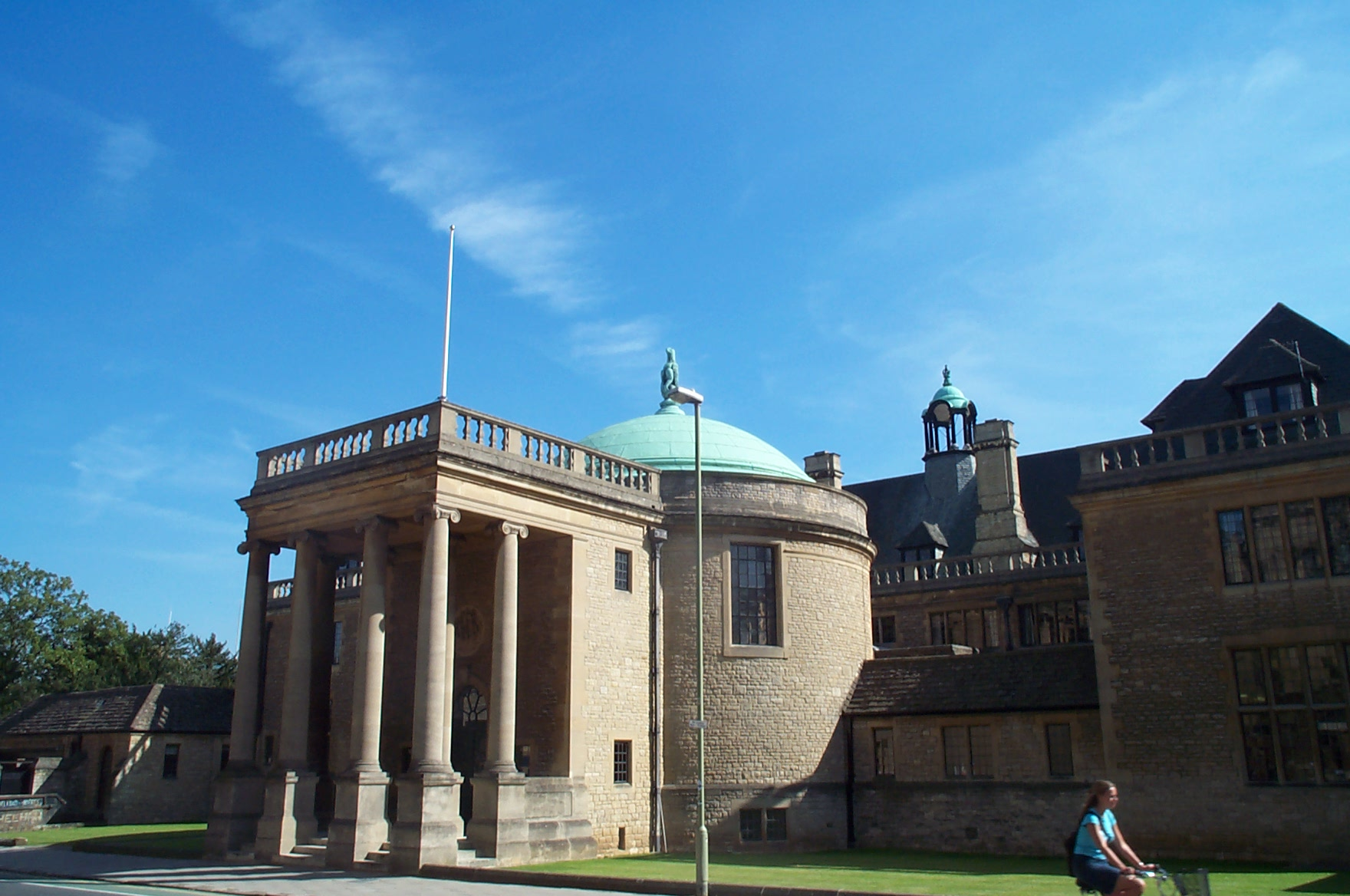
Rhodes House, säte för Rhodes Trust i Oxford.

Rhodes Scholarship är ett stipendium, instiftat 1902 genom Cecil Rhodes testamente, som möjliggör betalda studier på avancerad nivå och/eller forskarnivå vid Oxfords universitet i Storbritannien, testatorns alma mater. Det är det äldsta stipendiet av sitt slag och anses vara ett av världens mest prestigefyllda.

## Bakgrund
Stipendierna administreras av Rhodes Trust med säte på Rhodes House i Oxford.
Cecil Rhodes avsikt var att skapa morgondagens ledare och ökad samhörighet mellan det brittiska imperiet, Tyskland och USA. Ursprungligen erbjöds stipendiet enbart till vita manliga sökande, men har efter åren utvidgats till kvinnor och personer med annan hudfärg. Rhodes Trust har under det senaste halvseklet problematiserat testatorns, med dagens värderingar, djupt problematiska ställningstaganden gällande kolonialism och vit överhöghet.
Stipendiet är öppet för sökanden från hela världen (exklusive Storbritannien), men särskilda kvoter (engelska: constituencies) finns för olika länder/territorier som favoriserar sökande från de länder testatorn ursprungligen ämnade det för. Strax över 100 Rhodesstipendier delas ut varje år och de täcker 2-3 års heltidsstudier vilket innebär att drygt 300 Rhodesstipendiater studerar vid något av Oxfords kollegier samtidigt.

## Fördelning
| Geografiskt område kvot | 1902 | 2022 |
| --- | ---- | ---- |
| Australien | 6    | 9    |
| Bermuda | 1    | 1    |
| Förenade Arabemiraten | —    | 2    |
| Hong Kong | —    | 2    |
| Indien | —    | 5    |
| Israel | —    | 2    |
| Kanada | 2    | 11   |
| Kenya | —    | 2    |
| Kina | —    | 4    |
| Malaysia | —    | 1    |
| Newfoundland | 1    | —    |
| Nya Zeeland | 1    | 3    |
| Pakistan | —    | 1    |
| Samväldesländer i Karibien Anguilla Antigua och Barbuda Bahamas Barbados Belize Brittiska Jungfruöarna Caymanöarna Dominica Grenada Guyana Jamaica Montserrat Saint Kitts och Nevis Saint Vincent och Grenadinerna Trinidad och Tobago Turks- och Caicosöarna | 1    | 2    |
| Saudiarabien | —    | 2    |
| Singapore | —    | 1    |
| Syrien Jordanien Libanon Palestina | —    | 2    |
| Södra Afrika Botswana Lesotho Malawi Namibia Swaziland Sydafrika | 5    | 10   |
| Tyskland | 5    | 2    |
| USA | 32   | 32   |
| Västra Afrika Benin Burkina Faso Elfenbenskusten Gambia Ghana Guinea Guinea-Bissau Kap Verde Liberia Mali Mauretanien Niger Nigeria Sankt Helena Senegal Sierra Leone São Tomé och Príncipe Togo                                                              | —    | 2    |
| Zambia & Zimbabwe ( Rhodesia) | 2 —  | — 3  |
| Östra Afrika Burundi Rwanda Sydsudan Tanzania Uganda | —    | 1    |
| Övriga världen Global scholarships | —    | 2    |
| Total | 58   | 103  |

## Kända Rhodesstipendiater
Årtal inom parentes avser året stipendiaten utsågs

- Tony Abbott (1981)
- Cory Booker (1992)
- Bill Bradley (1965)
- Pete Buttigieg (2005)
- Ashton Carter (1976)
- Wesley Clark (1966)
- Bill Clinton (1968)
- Ronan Farrow (2012)
- Howard Florey (1921)
- Chrystia Freeland (1991)
- Brian Greene (1984)
- Eric Greitens (1996)
- Bob Hawke (1953)
- Edwin Hubble (1910)
- Walter Isaacson (1974)
- Bobby Jindal (1992)
- Nicholas Katzenbach (1947)
- Kris Kristofferson (1958)
- Richard Lugar (1954)
- Rachel Maddow (1995)
- Terrence Malick (1966)
- Dom Mintoff (1937)
- Wilder Penfield (1914)
- Robert Reich (1968)
- Susan Rice (1986)
- Dean Rusk (1931)
- Pardis Sabeti (1997)
- Michael Spence (1966)
- George Stephanopoulos (1984)
- Malcolm Turnbull (1978)
- Heather Wilson (1982)
- Naomi Wolf (1985)